# 로빈 센베리
로빈 센베리(Robin Stjernberg, 1991년 2월 22일 ~ )은 스웨덴의 가수이다.